# Cinco de Mayo
Cinco de Mayo (spanisch für „Fünfter Mai“) bzw. Tag der Schlacht von Puebla ist ein Feiertag in Mexiko. 

## Historischer Hintergrund
Im Rahmen der Französischen Intervention in Mexiko kam es 5. Mai 1862 zur Schlacht bei Puebla, wo die mexikanische Armee unter Führung von General Ignacio Zaragoza über die zahlenmäßig überlegenen Kräfte einer französischen Expeditionsarmee siegte. Zwar stellte der Sieg keine wesentliche Veränderung der militärischen Lage dar, doch wurde er zu einem Symbol der mexikanischen Selbstbestimmung und Unabhängigkeit. Daraus entwickelten sich zahlreiche Feierlichkeiten, unter anderem Militärmärsche, Nachstellungen der Schlacht bei Puebla und weitere mexikanische Kulturereignisse.

## Heutiger Feiertag
Der 5. Mai ist – ähnlich wie der Tag des Grito de Dolores am 16. September – kein gesetzlicher Feiertag. Er wurde zunächst fast nur im Bundesstaat Puebla, zumal in der Stadt Puebla festlich begangen.
Darüber hinaus erlangte der Cinco de Mayo in den letzten Jahrzehnten im mexikanischstämmigen Bevölkerungsteil der Vereinigten Staaten von Amerika zunehmende Bedeutung, vergleichbar in etwa dem Saint Patrick’s Day der Iren.

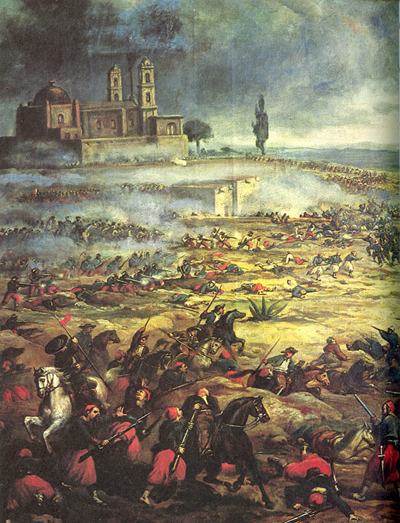
Angriff der mexikanischen Kavallerie in der Schlacht von Puebla
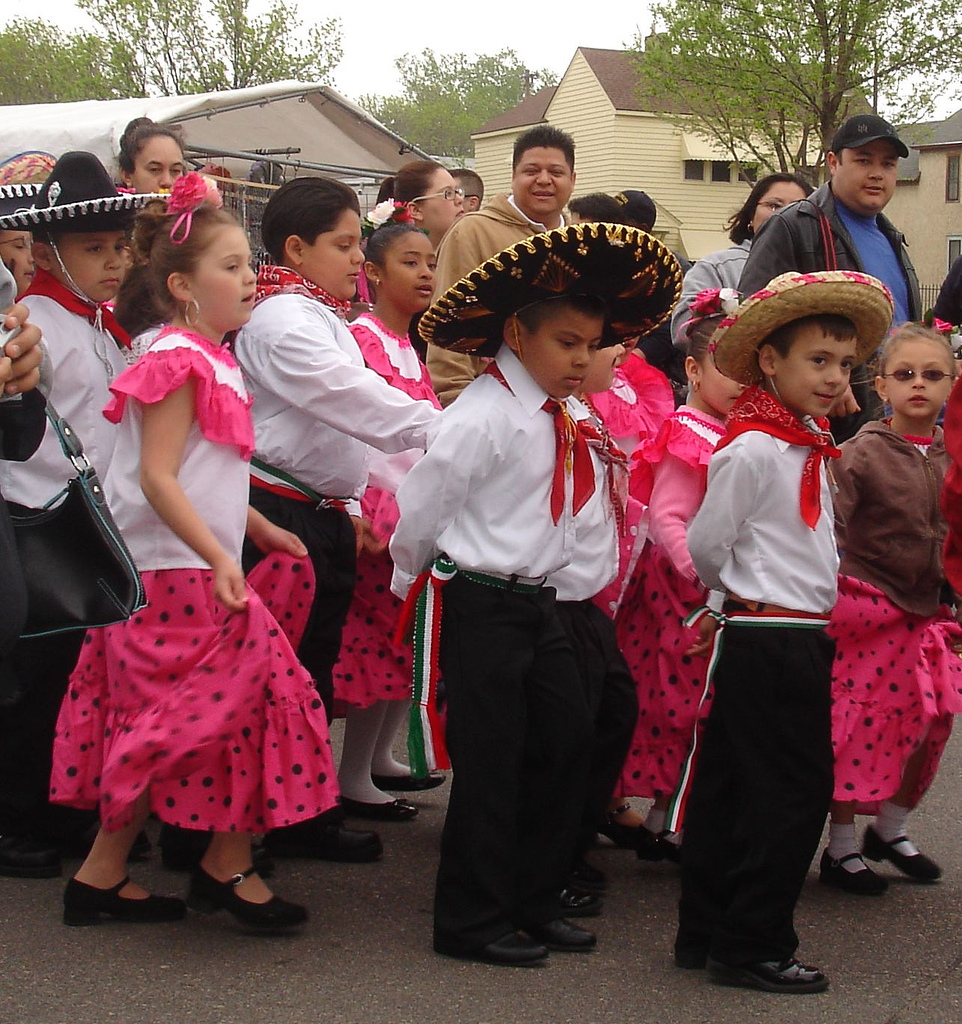
Cinco-de-Mayo-Parade in Saint Paul (Minnesota) 2007
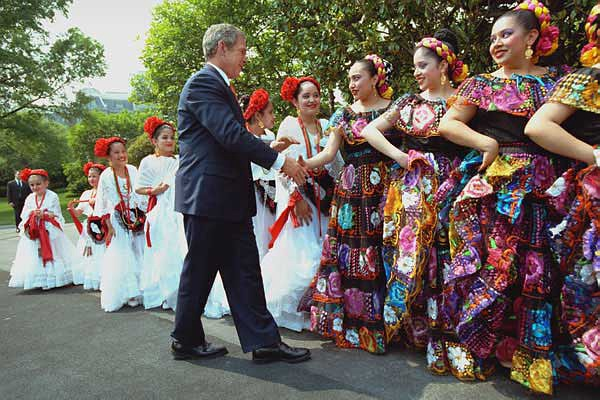
US-Präsident George W. Bush empfängt Tänzerinnen vor ihrem Auftritt während des Cinco-de-Mayo-Festes vor dem Weißen Haus am 4. Mai 2001.